# CORDIS

Bandiera dell'Unione europea

CORDIS (COmmunity Research and Development Information Service, cioè, servizio comunitario d'informazione in materia di ricerca e sviluppo) è uno spazio informativo dedicato alle attività europee di ricerca e sviluppo (R&S).
Il servizio Comunitario di Informazione in materia di Ricerca e Sviluppo (CORDIS) è la principale fonte della Commissione europea in merito ai risultati dei progetti finanziati dai programmi quadro dell’UE per la ricerca e innovazione.
CORDIS è gestito dall’Ufficio delle pubblicazioni dell’Unione europea a nome della direzione generale Ricerca e innovazione della Commissione europea.
Il sito offre un archivio pubblico ricco e strutturato con tutte le informazioni relative ai progetti detenute dalla Commissione europea, quali schede informative dei progetti, partecipanti, relazioni, risultati finali e collegamenti a pubblicazioni ad accesso aperto.

## Obiettivi
I principali obiettivi sono:
- agevolare la partecipazione alle attività comunitarie nel campo della ricerca
- migliorare l'uso dei risultati della ricerca ponendo l'accento sui settori essenziali per la competitività dell'Europa
- promuovere la diffusione della conoscenza per incentivare l'innovazione delle imprese, mediante la pubblicazione dei risultati di ricerca ottenuti nell'ambito dei vari programmi quadro finanziati dall'Unione europea, e promuovere l'accettazione sociale delle nuove tecnologie